# I-67 (tàu ngầm Nhật)
I-67 là một tàu ngầm tuần dương  Lớp Kaidai thuộc phân lớp Kaidai V nhập biên chế cùng Hải quân Đế quốc Nhật Bản vào năm 1932. Nó bị mất do tai nạn trong một cuộc tập trận ngoài khơi Minami Tori-shima vào ngày 29 tháng 8, 1940.

## Thiết kế và chế tạo

### Thiết kế
Phân lớp tàu ngầm Kaidai V là phiên bản được cải tiến từ phân lớp Kaidai IV dẫn trước. Chúng có trọng lượng choán nước 1.732 tấn (1.705 tấn Anh) khi nổi và 2.367 tấn (2.330 tấn Anh) khi lặn, lườn tàu có chiều dài 97,7 m (320 ft 6 in), mạn tàu rộng 8,2 m (26 ft 11 in) và mớn nước sâu 4,70 m (15 ft 5 in). Con tàu có thể lặn sâu 75 m (246 ft) và có một thủy thủ đoàn đầy đủ bao gồm 75 sĩ quan và thủy thủ.
Chiếc tàu ngầm trang bị hai động cơ diesel 3.400 mã lực phanh (2.535 kW), mỗi chiếc vận hành một trục chân vịt. Khi lặn, mỗi trục được vận hành bởi một động cơ điện 900 mã lực (671 kW). Con tàu có thể đạt tốc độ tối đa 20 hải lý trên giờ (37 km/h; 23 mph) khi nổi và 8,25 hải lý trên giờ (15,28 km/h; 9,49 mph)khi lặn. Khi Kaidai V di chuyển trên mặt nước nó đạt tầm xa hoạt động 10.800 hải lý (20.000 km; 12.400 mi) ở tốc độ 10 hải lý trên giờ (19 km/h; 12 mph), và có thể lặn xa 60 nmi (110 km; 69 mi) ở tốc độ 3 hải lý trên giờ (5,6 km/h; 3,5 mph).
Lớp Kaidai V có sáu ống phóng ngư lôi 53,3 cm (21,0 in), gồm bốn ống trước mũi và hai ống phía đuôi, và mang tổng cộng 14 ngư lôi. Hải pháo trên boong tàu được nâng cấp lên kiểu 10 cm (3,9 in)/50 caliber lưỡng dụng, và bổ sung một súng máy 13,2 mm (0,52 in) phòng không.

### Chế tạo
I-67 được đặt lườn tại xưởng tàu của hãng Mitsubishi ở Kobe vào ngày 14 tháng 10, 1929. Nó được hạ thủy vào ngày 7 tháng 4, 1931, rồi hoàn tất và nhập biên chế vào ngày 8 tháng 8, 1932.

## Lịch sử hoạt động
Vào ngày nhập biên chế, I-67 được phân về Quân khu Hải quân Kure và gia nhập Đội tàu ngầm 30, đơn vị nó phục vụ cho đến hết quãng đời hoạt động. Khi tàu ngầm chị em I-66 nhập biên chế vào ngày 10 tháng 11, 1932, nó cùng tham gia Đội tàu ngầm 30, đúng ngày đội này được điều về Đội phòng vệ Sasebo trực thuộc Quân khu Hải quân Sasebo. Tàu ngầm chị em I-65 gia nhập Đội tàu ngầm 30 cùng I-66 và I-67 vào ngày 1 tháng 12, 1932, và vào ngày này Đội tàu ngầm 30 được điều động sang Hải đội Tàu ngầm 1 trực thuộc Đệ Nhất hạm đội, thuộc thành phần Hạm đội Liên hợp. Đội tàu ngầm 30 lại được điều động sang Hải đội Tàu ngầm 2 trực thuộc Đệ Nhị hạm đội, cùng thuộc thành phần Hạm đội Liên hợp, vào ngày 15 tháng 11, 1933.
Vào ngày 27 tháng 9, 1934, I-67 rời Ryojun, Mãn Châu để cùng các tàu ngầm I-56, I-57, I-58, I-61, I-62, I-64, I-65 và I-66 thực hiện chuyến đi huấn luyện ngoài khơi Thanh Đảo, Trung Quốc. Sau khi hoàn tất, cả chín chiếc tàu ngầm đều quay về Sasebo, Nhật Bản vào ngày 5 tháng 10, 1934.
Đội tàu ngầm 30 được đưa về Hải đội Phòng vệ Kure trực thuộc Quân khu Hải quân Kure vào ngày 15 tháng 11, 1934, rồi được điều sang Hải đội Tàu ngầm 2 trực thuộc Đệ Nhị hạm đội vào ngày 15 tháng 11, 1935. Vào ngày 13 tháng 4, 1936, nó cùng các tàu chị em I-65 và I-66 khởi hành từ Fukuoka cho một chuyến đi huấn luyện tại khu vực Thanh Đảo, Trung Quốc. Họ hoàn tất chuyến đi và quay trở về Sasebo vào ngày 22 tháng 4, 1936. Ba chiếc tàu ngầm lại xuất phát từ Makō (nay là Mã Công) thuộc quần đảo Bành Hồ vào ngày 4 tháng 8, 1936 cho một chuyến đi huấn luyện ngoài khơi Hạ Môn; họ quay trở về vào ngày 6 tháng 9, 1936.
I-67 được cho xuất biên chế vào ngày 1 tháng 12, 1937 và đưa về thành phần dự bị tại Quân khu Hải quân Sasebo, rồi chuyển sang Hạm đội dự bị 3 tại quân khu này vào ngày 15 tháng 12, 1938. Nó tái biên chế trở lại trong thành phần Đội tàu ngầm 30 vào ngày 15 tháng 11, 1939, và cùng được điều sang Hải đội Tàu ngầm 4 trực thuộc Đệ Nhất hạm đội, trong thành phần Hạm đội Liên hợp.

### Bị mất
I-67 được phái đến khu vực quần đảo Bonin vào tháng 8, 1940 để tham gia cuộc tập trận của Hạm đội Liên hợp; Tư lệnh Đội tàu ngầm 30 cùng một sĩ quan giám sát tập trận cùng có mặt trên tàu, ngoài thủy thủ đoàn thường lệ bao gồm 89 người. Con tàu đang ở vị trí về phía Nam bờ biển đảo Minami Tori-shima (còn gọi là đảo Marcus) vào ngày 29 tháng 8, 1940, khi một thủy phi cơ xuất phát từ tàu chở thủy phi cơ Mizuho tiếp cận nó. I-67 tiến hành lặn khẩn cấp để né tránh một cuộc tấn công mô phỏng, nhưng đã không bao giờ nổi trở lên mặt nước. Con tàu bị đắm với tổn thất nhân mạng toàn bộ 91 người trên tàu.
Vào ngày 25 tháng 9, 1940, Hải quân Nhật Bản chính thức công bố toàn bộ những người trên I-67 đã thiệt mạng, và I-67 được rút tên khỏi danh sách đăng bạ hải quân vào ngày 1 tháng 11, 1940.  Nguyên nhân khiến I-67 bị đắm vẫn không rõ, nhưng trong quá trình điều tra tai nạn, đội bay trên thủy phi cơ của Mizuho khai báo họ thấy cửa nắp của I-67 còn mở khi nó lặn xuống, nên rất có thể chiếc tàu ngầm bị mất do ngập nước không thể kiểm soát.